# المراح (حيفا)
قرية المراح، قرية فلسطينية بمنطقة الروحة بقضاء حيفا هـُجرت أثناء الانتداب البريطاني وحصلت فيها معركة مع الثوار الفلسطينيين علم 1938. تبعد عن مدينة حيفا 44 كم جنوباً وعلى ارتفاع 65م عن سطح البحر.

## التاريخ
كان مترجمو القنصليات الأوروبية في فلسطين يلعبون أحيانا دور الوسيط في نقل وفراغ الأراضي إلى الرعايا الأجانب. وكان منهم "فؤاد أفندي سعد بن جبران سعد" المسيحي التاجر، وهو ترجمان قنصلية ألمانيا، فامتلك خمساً وأربعين قطعة أرض في قرية المراح، منها ثلاث عشرة قطعة أرض مزروعة أشجاراً والباقي أراض سليخ معدة للزراعة الحقلية، تم تسجيلها في 17 ربيع الأول 1322هـ الموافق 1 يونيو 1904م. لما لبثت أن تم تسجيل بيعها بالكامل للألماني لاخمن بعوض قدره 25 ألف قرش في 19 ربيع الأول 1322هـ الموافق 3 يونيو 1904م.
تفيد المصادر العبرية بأن جمعية الاستعمار اليهودي (يكا) استملكت أراضي قرية المراح وأسسوا شمالها مستعمرة “جفعت عدا” منذ عام 1903 (وبنيت عليها أيضا مستوطنة بنيامينا سنة 1922). من أجل زيادة حصة الأراضي لمستوطني زخرون يعقوب. لكن بسبب بعد المسافة، لم يزرع مستوطنو زخرون يعقوب الأرض بمفردهم، بل أعطوها للمستأجرين العرب الذين كانوا يعيشون هناك. ولتغيير هذا الوضع، عقدت جمعية الاستعمار اليهودي صفقة مقايضة مع زخرون يعقوب. أعطتهم أرضًا إضافية بالقرب من مستعمرتهم، مقابل أرض من المراح، واستقرت في المراح ثماني عائلات يهودية عاشوا هناك مع المستأجرين العرب. في عام 1920، كان في المستعمرة 10 بيوت حجرية، ويحيط بها سور حجري يغطي مساحة 6500 دونم. في انتفاضة موسم النبي موسى، داهم عرب المنطقة المستعمرة، وقتلوا شخصاً وأصيب مستوطنان آخران بجروح خطيرة ونهبوا ممتلكات المستعمرة. في عام 1921، عاشت في مراح 7 عائلات يهودية و20 عائلة عربية. وكانت بعض أراضي القرية مملوكة للعائلات التي تسكنها، فيما كانت أراضي أخرى مملوكة لمزارعي زخرون يعقوب، الذين وصلوا فقط خلال موسم غورين، وقاموا خلال بقية العام بأعمال في أراضيهم بمساعدة العمال العرب. ولما اندلعت الاشتباكات في الخضيرة، هرب يهود مراح إلى زخرون يعقوب. وبعد أسبوعين، عادوا إلى المستوطنة، لكنهم فروا مرة أخرى بعد شائعة مفادها أن العرب يعتزمون مداهمة المستوطنة. وبعد عشرة أيام، طلبوا مرة أخرى من موظفي جمعية الاستعمار اليهودي لتهويد العمل في القرية، حيث كان في ذلك الوقت 25 عاملاً يهوديًا و<> عربيًا في المراح.
وكان عدد سكانها عام 1931: 210 نسمات بينهم 57 عربياً فأصبح عام 1938 :230 نسمة بينهم 74 عربياً. ولم يأت عام 1945 حتى خلت المراح من سكانها العرب. وأما سكان المستعمرة الصهيونيون فقد ارتفع عددهم عام 1970 إلى 1.290 نسمة.